# Kenya Airways-vlucht 507
Kenya Airways-vlucht 507 was een vlucht met een  Boeing 737-800 van Kenya Airways van Luchthaven Douala Internationaal in Kameroen naar Jomo Kenyatta International Airport in Kenia op 5 mei 2007. Het vliegtuig stortte onmiddellijk na het opstijgen neer in een dicht mangrovebos ten zuidoosten van Douala. Alle 108 passagiers en 6 bemanningsleden kwamen om het leven.

## Verloop
Het vliegtuig vertrok op vrijdag 4 mei 2007 van luchthaven Abidjan in Ivoorkust en landde voor een tussenstop in de Kameroense kuststad Douala. Het geplande vertrek vanuit Douala om 23:00 uur werd met ruim een uur vertraagd vanwege hevige regen. Het toestel steeg op om 0:06 uur lokale tijd. Vlak erna zond het een automatisch noodsignaal uit. Het werd opgevangen door een schip voor de West-Afrikaanse kust.
Zware regenval, technische problemen en tegenstrijdige informatie over de plaats van het ongeval bemoeilijkten het zoeken. Pas twee dagen later, op de avond van 6 mei, werd het wrak van het vliegtuig door vissers gevonden in een dicht mangrovebos, op slechts 5,5 km van de startbaan.
De zwarte doos en de stoffelijke overschotten van 81 mensen werden geborgen. Het vliegtuig was op het moment van het ongeluk bijna zeven maanden oud.

## Oorzaken
Onderzoekers ontdekten dat de 52-jarige gezagvoerder na de start de manuele besturing losliet in de veronderstelling dat de automatische piloot was ingeschakeld. Dit was echter niet het geval, en het vliegtuig rolde in de ± 50 seconden dat het niet bestuurd werd langzaam in een scherpe bocht naar rechts. Toen deze ongebruikelijke stand van het vliegtuig uiteindelijk onderkend werd, ontstond er verwarring (mogelijk door ruimtelijke desoriëntatie). Vanwege de scherpe hellingshoek en de daaropvolgende spiraalvormige vlucht bleef het vliegtuig dalen totdat het uiteindelijk neerstortte.

## Passagiers en bemanning
Er waren 108 passagiers en zes bemanningsleden aan boord van de Boeing 737-800. De nationaliteiten van de inzittenden waren als volgt:
- 37 Kameroen
- 15 India
- 9 Kenia (inclusief 6 bemanningsleden)
- 7 Zuid-Afrika
- 6 Ivoorkust; Nigeria
- 5 Verenigd Koninkrijk; China
- 3 Niger
- 2 Centraal-Afrikaanse Republiek; Comoren; Democratische Republiek Congo; Equatoriaal-Guinea
- 1 Zuid-Korea; Ghana; Zweden; Togo; Mali; Zwitserland; Egypte; Mauritius; Senegal; Republiek Congo; Tanzania; Verenigde Staten; Burkina Faso

## Air Crash Investigation
De crash stond centraal in de aflevering Stormy Cockpit in het twintigste seizoen van het televisieprogramma Air Crash Investigation.